# Дудка Юрій Андрійович
Ю́рій Андрі́йович Ду́дка (21 грудня 1980 — 29 серпня 2014) — солдат Збройних сил України, учасник російсько-української війни.

## Короткий життєпис
Народився 21 грудня 1980 року в селі Хоминці (Роменський район, Сумська область); виростав із молодшим братом. Закінчив Хоминцівську ЗОШ, 1999 року здобув професію машиніста автомобільного крана у ВТУ № 11. Пройшов строкову службу в Президентському полку. Після служби в армії працював у службі державної охорони, з 2001 року на Кременчуцькому сталеливарному заводі водієм, від 2013 року — на Крюківському вагонобудівному заводі водієм автокрана.
З початком військової агресії добровольцем прийшов до військкомату, підписав контракт не чекаючи мобілізації. Солдат, номер обслуги мінометного взводу, 93-тя окрема механізована бригада.
З 11 серпня 2014 року охороняли селище Грабське під Іловайськом. Загинув під Іловайськом під час прориву з оточення, поблизу села Червоносільське. Востаннє товариші бачили Юрія, коли він після обстрілу з побратимом пішов міняти пробите колесо — поспішав забрати й вивезти поранених та полеглих.
Загинув 29 серпня 2014 р. під час виходу з Іловайського котла «зеленим коридором» на дорозі поміж селами Многопілля — Червоносільське — Осикове. 3 вересня 2014-го тіло Юрія Дудки разом з тілами 96 інших загиблих у Іловайському котлі привезено до дніпропетровського моргу. 16 жовтня тимчасово похований на Краснопільському цвинтарі як невпізнаний Герой.
Ідентифікований у березні 2015 року серед похованих під Дніпропетровськом невідомих Героїв. 10 квітня 2015-го з Юрієм попрощалися у Кременчуці. Похований з військовим почестями у Хоминцях, поряд із братом Володимиром. Старечі люди клячали навколішки, прощаючи в останню дорогу Героя.
Залишилися батько Андрій Олексійович і мама Світлана Анатоліївна Дудки, дружина Віталина та дві доньки (старша Христина від попереднього шлюбу, прийняв як свою), бабця. Батьки Юрія втратили на війні двох синів (Дудка Володимир Андрійович, 10 вересня 2014 року помер від опіків та поранень).

## Нагороди та вшанування
За особисту мужність і героїзм, виявлені у захисті державного суверенітету та територіальної цілісності України, вірність військовій присязі під час російсько-української війни, відзначений — нагороджений
- 16 січня 2016 року — орденом «За мужність» III ступеня (посмертно)[2]
- 9 травня 2015-го в Хоминцівській ЗОШ відкрито пам'ятну дошку випускникам Володимиру та Юрію Дудкам[3]
- Його портрет розміщений на меморіалі «Стіна пам'яті полеглих за Україну» в Києві: секція 3, ряд 6, місце 32
- Вшановується 29 серпня на щоденному ранковому церемоніалі вшанування українських захисників, які загинули цього дня в різні роки внаслідок російської збройної агресії[4]
- Іловайський Хрест (посмертно)
- відзнака «За вірність народу України» І ступеня (посмертно; рішення Полтавської обласної ради від 21 жовтня 2015 року)
- у Сумському вищому училищі будівництва та автотранспорту (раніше ПТУ-11) йому відкрито меморіальну дошку[5]
- про життя Юрія знято короткометражний фільм[6]